# مقاومت مواد
مقاومت مواد، مقاومت مصالح (به انگلیسی: Strength of materials) یا مکانیک مواد (به انگلیسی: Mechanics of materials) بخشی از علم مواد است که به مطالعهٔ استحکام مواد مهندسی و رفتار مکانیکی آن‌ها در حالت کلی (مانند تنش، کرنش، تغییر شکل و رابطه‌های میان تنش و کرنش) می‌پردازد.
هدف اصلی از درس مقاومت مصالح فراهم کردن دست مایه‌ای است که مهندسان آینده بتوانند با استفاده از آن ماشین‌های گوناگون و سازه‌های باربر را تحلیل و طراحی کنند. تحلیل و طراحی هر سازهٔ معلوم شامل محاسبه تنش‌ها و تغییر شکلهاست.
در علم مواد، مقاومت یک ماده عبارتست از توانایی آن دراستقامت ورزیدن (تحمل کردن) در برابر بار اعمالی بدون شکست است.

یک ماده بارگذاری شده به صورت الف) فشاری ب) کششی ج) برشی

## مفهوم تنش
این بخش به مفهوم تنش و به معرفی روش‌های مورد استفاده برای تحلیل و طراحی ماشین‌ها و سازه‌ها باربر اختصاص داشت. نیروی وارد بر سطح، یا شدت نیروهای توزیع شده روی یک مقطع را تنش وارد بر آن مقطع می‌نامند آن را با حرف یونانی σ (سیگما) نشان می‌دهند؛ بنابراین تنش در عضوی که مساحت سطح مقطع اش A و تحت تأثیر بار محوری F باشد به صورت σ=F/A بیان می‌شود.

### بارگذاری محوری و تنش عمودی
بارگذاری محوری به نیروهای اعمال شده در راستای محور طولی عضو گفته می‌شود که شامل کشش و فشار است، به عبارت دیگر نیروهایی که باعث دراز یا کوتاه شدن عضو می‌شود. به معادله σ=F/A تنش عمودی گفته می‌شود که در آن F بارگذاری محوری بروی سطح مقطع A است. این معادله نشان دهندهٔ تنش میانگین روی مقطع است و نه تنش در یک نقطه خاص مانند Q از مقطع. به‌طور کلی، مقدار به دست آمده برای تنش σ در نقطهٔ Q با مقدار تنش میانگین حاصل از معادله σ=F/A فرق دارد. اما در عمل فرض می‌شود توزیع تنش‌های عمودی در عضو تحت بارگذاری محوری در مجاورت نقاط اعمال بارها یکنواخت است. برای اینکه توزیع تنش‌ها در مقطه معینی یکنواخت باشد، لازم است خط اثر بارهای عمودی از مرکز جرم مقطع بگذرد. چنین بارگذاری را بارگذاری محوری مرکزی می‌نامند. در بارگذاری محوری خارج از مرکز، توزیع تنش‌ها یکنواخت نیست.

#### انواع تنش عمودی

##### تنش فشاری
حالتی از تنش است ناشی از بار اعمال شده که منجر به کاهش طول ماده (عضو تحت فشار) در امتداد محور می‌شود، به عبارت دیگر حالتی از تنش که موجب فشردن ماده می‌شود. یک مورد ساده از فشار، فشار تک محوری شامل نیروهای مخالف در حال فشار دادن است.. مقاومت فشاری برای مواد به‌طور کلی بزرگتر از استحکام کششی شان است. با این حال سازه‌های بارگذاری شده تحت فشارهستند، در معرض حالت‌های شکست دیگری مانند کمانش که وابسته به هندسه عضو می‌باشد، هستند.

##### تنش کششی
حالتی از تنش است که باعث می‌شود، بار اعمال شده تمایل به کشیدن ماده در امتداد محور بار اعمال شده ایجاد کند، به عبارت دیگر، تنشی که باعث کشیده شدن ماده می‌شود. استحکام سازه‌هایی که دارای سطح مقطعی که به صورت کششی بارگذاری شده‌است مستقل از شکل مقطع است. موادی که به صورت کششی بارگذاری شده‌اند، مستعد تمرکز تنش به دلایلی از جمله نقص ماده یا تغییر ناگهانی در هندسه هستند. با این حال، در نمایش رفتار مواد شکل‌پذیر (برای مثال اکثر فلزات) می‌توانند برخی از نواقص را تحمل کنند در حالی که مواد ترد (مثل سرامیک) می‌توانند استحکام نهایی ماده بسیار خوبی در شکست داشته باشند.

### بارگذاری عرضی و تنش برشی
وقتی به یک عضو نیروهای عرضی مساوی و مخالف به مقدار P وارد شوند روی هر مقطع واقع بین نقاط اثر دو نیرو تنش‌های برشی τ ایجاد می‌شود. این تنش‌ها روی هر مقطع تغییر زیادی می‌کنند، و نمی‌توان توزیع آن‌ها را یکنواخت فرض کرد. با وجود این تنش برشی میانگین رو مقطع به صورت τ=P/A تعریف می‌شود.

### تنش تکیه گاهی
پیچها، پینهاو پرچها در عضوهایی که به هم متصل می‌شوند در امتداد سطح تکیه گاهی یا سطح تماس نیز تنش‌هایی ایجاد می‌کنند. از آنجا که توزیع این تنش‌ها بسیار پیچیده‌است در عمل از مقدار تنش میانگین اسمی σ که آن را تنش تکیه گاهی می‌نامند استفاده می‌شود. این تنش از تقسیم بار P بر مساحت مستطیل حاصل از تصویر کردن پیچ بر مقطع ورق به دست می‌آید. ضخامت این ورق را با t و قطر ورق را با d نشان می‌دهیم. σ=P/A=P/td

## بارگذاری‌ها
- بارگذاری عرضی: نیروهایی که عمود بر محور طولی عضو اعمال می‌شود. بارگذاری عرضی موجب خمش و انحراف عضو از موقعیت اصلی خود با کشش داخلی و کرنش‌های فشاری به همراه تغییر در انحنای عضو می‌شود. بارگذاری عرضی نیز حاوی نیروهای برشی که باعث تغییر شکل برشی ماده و افزایش انحراف عرضی عضو است نیز می‌باشد.
- بارگذاری محوری: نیروهای اعمال شده در راستای محور طولی عضو می‌باشد. نیروهایی که باعث دراز یا کوتاه شدن عضو می‌شود.
- بارگذاری پیچشی: عمل تابیدگی ناشی از یک جفت نیرو کوپل خارجی اعمال شده به‌طور مساوی و مخالف جهت هم ایجاد شده روی صفحه‌های موازی است یا توسط یک تک کوپل خارجی اعمال شده به یک عضو است که یک انتهای ثابت در برابر چرخش دارد، ایجاد می‌شود.

در مقاومت مصالح در کل ۲ نوع بارگذاری داریم
۱:بارگذاری استاتیکی که از صفر شروع می‌شود و به ماکسیمم مقدار خود می‌رسد و مستقل از زمان است ۲:بارگذاری دینامیکی که مستقل از زمان نیست.

## انواع استحکام
- استحکام تسلیم کمترین تنشی است که تغییر شکل دائمی در ماده ایجاد می‌کند. در بعضی از مواد، مانند آلیاژهای آلومینیوم، شناسایی نقطه تسلیم سخت است. پس آن معمولاً به عنوان تنشی که دراثر %۰٫۲ کرنش پلاستیک مورد نیازاست تعریف می‌شود.
- استحکام فشاری
- استحکام کششی
- استحکام خستگی
- استحکام ضربه‌ای

## کرنش‌ها (تغییر شکل‌ها)
- تغییر شکل
- کرنش
- خیز

### روابط تنش - کرنش
- الاستیسیته
- پلاستیسیته یا پلاستیک که با الاستیک متفاوت است